# Benewah County
Benewah County is een county in de Amerikaanse staat Idaho.
De county heeft een landoppervlakte van 2.010 km² en telt 9.171 inwoners (volkstelling 2000). De hoofdplaats is St. Maries.